# 대구은행역
대구은행(대구교육청)역(Daegu Bank station, 大邱銀行驛)은 대한민국 대구광역시 수성구 대구은행네거리에 있는 대구 도시철도 2호선의 전철역이자 관리역이다. 수성교 하저터널로 경대병원역과 연결된다. 부역명은 대구교육청이다.

## 특징
개통 전에는 수성구 수성동2가에 있어서 공사명을 수성역(壽城驛)이라고도 칭하였다. 대구은행 본점 뒷편에 대구광역시교육청이 있으며, 도시철도 전동차 안내방송에서도 이에 대해 안내하고 있고, 이 역 남쪽으로 가창면으로 가는 30번 지방도로가 있다.
대구 도시철도 1호선 신천역처럼 학기 중 아침 시간대에 한하여 경북대학교 등교 셔틀버스가 운행된다. 본래는 대구은행역 1번 출구 북쪽의 수성하이츠 앞에서 출발했으나, 소음 문제로 3번 출구 및 대구은행 본점 앞으로 변경되었다.
수성교 하저터널로 경대병원역과 연결되지만 지하 2층 규모로 심도가 얕은 편이며, 에스컬레이터 하나만으로 바로 대합실로 직결되는 구조다.

## 역명의 유래
이 역의 3번 출구 인근에 있는 대구은행(현재의 iM뱅크) 본점에서 유래되었다.

## 역 구조
1면 2선의 노란색 기둥의 섬식 승강장이 있는 지하역이다. 스크린도어가 설치되어 있다.

## 역사
- 2005년 10월 18일 : 대구 도시철도 2호선 개통과 함께 영업 개시
- 2016년 5월 31일 : 대구은행(대구교육청)역으로 역명 개정[2]
- 2017년 4월 24일 : 스크린도어 설치

### 승강장
| 경대병원 ↑ |
| 하 상 \|   |
| ↓ 범어     |

| 상행 | ● 대구 도시철도 2호선 | 반월당·용산·문양 방면 |
| 하행 | ● 대구 도시철도 2호선 | 범어·사월·영남대 방면 |

- 승강장에서 반대 방향 열차로 탑승할 수 있다.

## 역 주변
| 나가는 곳 | 방면 |
| --------- | --- |
| 1         | 수성4가동 수성하이츠 수성화성쌍용타운 인제재활병원 대림e-편한세상아파트 동양종합금융증권(주)대구동지점 동아마트수성점 수성교                                                                                          |
| 2         | 신명여자중학교 남산고등학교 수성영남타운 삼우수성타운 수성그린타운 우방오성타운 태왕아너스클럽 수성1가동 수성1가동행정복지센터 수성1가우체국 수성태왕하이츠리버뷰 수성대백인터빌아파트 국민은행 수성교지점            |
| 3         | 수성2가동 경북지방우정청 대구동일초등학교 대구동중학교 수성시장 IM뱅크 본점 대구광역시교육청 수성우체국 롬바드맨션 교보생명 보험수성지점 농협 농협수성동지점 새마을금고 수성1가새마을금고 본점 수성코오롱하늘채아파트 |
| 4         | 수성4가동행정복지센터 골든맨션 수성보성타운 수성우방팔레스 한국씨티은행 수성동지점 수성4가동 우방사랑마을 롯데캐슬 수성동 데시앙                                                                                      |

## 승차량 변동
2014년에는 하루 평균 이용객이 약 7,500명 정도로 이용객이 많이 증가하였으나, 대구 도시철도 3호선 수성시장역의 개통 후 수성로/명덕로 수요가 분산되어 범어역처럼 이용객이 크게 감소했다.
| 노선  | 승차 인원 | 승차 인원 | 승차 인원 | 승차 인원 | 승차 인원 | 승차 인원 | 승차 인원 | 승차 인원 | 승차 인원 | 승차 인원 | 승차 인원 | 승차 인원 | 승차 인원 | 주석 |
| 노선  | 2005년    | 2006년    | 2007년    | 2008년    | 2009년    | 2010년    | 2011년    | 2012년    | 2013년    | 2014년    | 2015년    | 2016년    | 2017년    | 주석 |
| ----- | --------- | --------- | --------- | --------- | --------- | --------- | --------- | --------- | --------- | --------- | --------- | --------- | --------- | ---- |
| 2호선 | 4,319     | 5,402     | 5,435     | 5,757     | 5,945     | 6,326     | 6,801     | 6,943     | 7,491     | 7,490     | 6,960     | 6,829     |           |      |

## 인접한 역
| 대구 도시철도 2호선    | 대구 도시철도 2호선   | 대구 도시철도 2호선  |
| ---------------------- | --------------------- | -------------------- |
| 231 경대병원 문양 방면 | ● 대구 도시철도 2호선 | 233 범어 영남대 방면 |